# باسانا
باسانو شهری در شهرستان بانا در استان باله در بورکینافاسوی جنوبی است و جمعیت آن ۹۱۸ نفر است.